# Karl Theodor von und zu Guttenberg
Pour les articles homonymes, voir Guttenberg.
Pour son petit-fils, voir Karl-Theodor zu Guttenberg.
Karl Theodor Maria Georg Eberhard Joseph von und zu Guttenberg, né le 23 mai 1921 à Weisendorf et mort le 3 ou le 4 octobre 1972 à Stadtsteinach, était un homme politique ouest-allemand de l’Union chrétienne-sociale en Bavière (CSU). Membre du Bundestag de 1957 à 1972, il fut porte-parole du groupe CDU/CSU pour la politique étrangère et s’illustra par son opposition résolue à la politique orientale de Willy Brandt. Il fut notamment secrétaire d’État parlementaire à la Chancellerie fédérale de 1967 à 1969 auprès de Kurt Georg Kiesinger.
Officier dans la Wehrmacht pendant la Seconde Guerre mondiale, il participa à l’attentat du 20 juillet avec son oncle, Karl Ludwig von und zu Guttenberg, assassiné en 1945.
Il avait épousé, le 6 juillet 1943 à Munich, Rose-Sophie d'Arenberg (1922-2012).